# ぴったんこカン・カン
『ぴったんこカン・カン』は、2003年4月15日から2021年9月24日まで、TBS系列で放送されていたクイズトークバラエティ番組である。通称は『カンカン』だが『ぴったんこ』や『ぴっカン』と呼ぶ人もいる。モノステレオ放送（2015年9月4日より）、字幕放送（2007年4月17日から）を実施していた。

## 概要
TBSアナウンサー時代の久米宏が司会を務めた『ぴったし カン・カン』のリメイク版として、2003年4月15日に放送開始。開始時点で元番組『ぴったし カン・カン』のタイトルは番組を提供していた日立製作所の登録商標であり、同社を含めた日立グループが提供しなかったためにタイトルを変更した。
当初は『ぴったし』のテイストを引き継ぎクイズを主体としていたが、2021年時点ではロケーションVTRが番組のほぼ全編を占め、出題されるクイズは通常1問もしくは2問のみで、スタジオ収録部分はごくわずかとなっていた。初回のゲストは黒柳徹子。
開始当初は、毎週火曜日の19時24分 - 19時54分（JST）にポーラ化粧品の一社提供・視聴者参加クイズ番組として放送していた（出場者は3人一組の女性に限り、久本をキャプテンとするカン・カンチームとして出場）ものの、視聴率は不振していた。状況打開のために6月で視聴者参加を打ち切り、男性タレントを“ぴったんこチーム”、女性タレントを“カン・カンチーム”とするチーム対抗戦に変更した。その後、2003年10月から1時間枠に拡大し、グルメ・旅・占い等のロケのVTRを中心にして、クイズは1問になった（それでもエンディングでの結果発表・勝利チームへの賞品の提供は終了まで続けられた）。なお、ポーラ化粧品は途中でスポンサーを降板している。
2005年は『学校へ行こう!MAX』と交互に2時間スペシャル（18時55分 - 20時54分に放送）として多く放送され、本番組は月に2 - 3回程度の放送になっていた。また、本番組の単独スペシャルの翌週に通常放送を行う回もあった。
放送開始から7年目を迎える2009年4月の改編で、17時50分 - 19時50分(JST)の時間帯に『総力報道!THE NEWS』を開始するため、本番組が金曜の20時台に枠移動することを2009年3月3日放送分のオープニングとエンディングで安住が発表した。2003年10月に番組開始時間を30分前倒して以来、曜日と放送時間が大幅に変更され、ハイビジョン制作として放送される。
オープニングの安住・久本・ぴったんこガエルによる本番前トークとタイトルアニメーションは、TBSテレビ・新潟放送・琉球放送で19時50分 - 19時55分に放送されていた『ナビっち』の枠へ移動し、他局は視聴できなくなったが、同番組自体も6月下旬に消滅することとなり、19時50分に繰り上がりとなった。その後、本番前のトークとタイトルアニメーション、番組冒頭の「勘だけが頼り、知識無用の『ぴったんこカン・カン』……」で始まる安住の挨拶はいずれも番組終了の時点で廃止されていた。
これまでは『探偵学園Q』から『JNNニュースの森』を挟み『イブニング・ファイブ』から本番組へ、とステーションブレイクを挟まずに放送されていたが、放送枠の移動に伴い、本番組では初めてとなるジャンクションとステーションブレイクが用いられることとなった。
2010年4月以降、19時台の『がっちりアカデミー!!』→『爆報! THE フライデー』→『オオカミ少年』または、本番組司会の安住も進行役として出演している21時台の『中居正広の金曜日のスマイルたちへ』が交互に2時間スペシャルを放送することもあった。前者は改編期が中心で、後者は本番組が金曜へ移行後ほぼ1 - 2カ月に1回、それぞれ交互に2時間スペシャルを放送した。
2010年春期の改編で『総力報道!THE NEWS』が同年3月26日で終了し、4月からは『もうすぐぴったんこカン・カン』（事前のミニ番組、関東ローカル）が廃止され、金曜日19時台に『がっちりアカデミー!!』が19時56分まで放送され、本番組は4月2日から5分間の直前枠がなくなり、本編も1分縮小され、直前番組からの接続はステーションブレイクを挟まなくなった。
2015年9月4日から編成上の音声はステレオに変更されたが、収録と放送はモノラルである。
2017年10月6日より『爆報! THE フライデー』の枠が拡大し、本番組は4分縮小して、『ドリーム・プレス社』以来8年ぶりとなる20時00分 - 20時54分の放送に変更された。
2019年4月12日、金曜日の20時台に枠を移動してから10周年を迎えた。
2021年4月9日、本来は2時間スペシャルの予定だったが、脚本家・橋田壽賀子の死去により、急遽4時間スペシャルに変更。番組冒頭と20:57頃より生放送で追悼特別企画を放送した。

## 番組の終焉
2021年7月に、同年9月末で番組を終了させることを発表した。これは同年10月1日から開始された平日朝の情報ワイド番組『THE TIME,』に、本番組司会の安住が総合司会に起用したことを受け、スケジュールの都合で物理的にロケーションなどの時間が確保できなくなることや、安住の後継司会者候補に適任者が見当たらなかったことなどが理由である。視聴率面においても、2021年7月時点でも世帯視聴率で10％以上を記録することも少なくないが、その反面、番組の個人視聴率が伸び悩んでおり、視聴者層が高齢化していたことも理由としている。なお、同枠の後継は2020年より特番として放映されていた『ザ・ベストワン』をレギュラー番組化した。9月24日に最終回を迎え、前週の同月17日放送分と最終回は「ぴったんこ大感謝祭」と題し、前者では18年半の名場面集を20時からの2時間スペシャル、後者では大泉洋・香川照之・米倉涼子をゲストに迎えた新作ロケを中心とした内容を19時からの3時間スペシャルでそれぞれ放送した。最終回の視聴率は14.1%だった。2022年以降は、2回の改編期にスペシャル番組として放送する予定だったが、実際には1度も放送されていない。
その後2023年4月21日に本番組で複数回放送された弾丸ツアー企画をベースにした特番『豪華俳優陣が日本縦断 超!!弾丸グルメツアー』を放送。番組前半部分には本番組への出演回数が多かった福山雅治・大泉洋・吉田羊が出演。またプロデューサーや総合演出など主要スタッフの一部が共通している。ただ本番組司会の安住・久本の出演はなかった。

## スペシャル

### 2004年
- 『ぴったんこカン・カンvsSMAP SMAP勝ったらビッグハットをあげますSP』（2004年1月2日）
- 『ぴったんこカン・カン春の祭典スペシャル』（2004年3月30日）

### 2009年
- 『ぴったんこカン・カン3時間スペシャル』（2009年2月17日）
番組前半はバスツアー。後半はスペシャルドラマ「ぴったんこバスジャック事件」を放送。
- 『ぴったんこカン・カンスペシャル 金曜日引越し記念3時間SP!高畑淳子が春の房総で安住とラブラブデート』（2009年4月10日）

### 2021年
- 『ぴったんこカン・カンスペシャル 18年半の大感謝祭SP第一夜』（2021年9月17日）
- 『ぴったんこカン・カンスペシャル 18年半の大感謝祭SP！本当に最後のSP第二夜！ ... 最終回の今夜は男性で出演回数1位2位の香川照之さんと大泉洋さんが初共演！』（2021年9月24日）

## ミニ番組

### ナビっち → もうすぐぴったんこカン・カン
2009年春の放送枠移動を期に、19:50からミニ番宣番組『ナビっち』内で同年4月10日開始。その後6月末で『ナビっち』金曜の放送が終了したのに伴い、番組表上では『ぴったんこカン・カン』の放送開始時間が5分繰り上がる形式になっていた。
TBSテレビ以外では、新潟放送・琉球放送でも放送されていた。

## 放送時間
| 期間           | 期間          | 放送時間（日本時間）         |
| -------------- | ------------- | ---------------------------- |
| 2003年4月15日  | 2003年9月9日  | 火曜日 19:24 - 19:54（30分） |
| 2003年10月14日 | 2006年3月     | 火曜日 18:55 - 19:54（59分） |
| 2006年4月18日  | 2009年3月24日 | 火曜日 18:55 - 19:56（61分） |
| 2009年4月10日  | 2010年3月19日 | 金曜日 19:55 - 20:54（59分） |
| 2010年4月2日   | 2017年9月29日 | 金曜日 19:56 - 20:54（58分） |
| 2017年10月6日  | 2021年9月24日 | 金曜日 20:00 - 20:54（54分） |

※一部系列局では不定期で週末午後に再放送されていた。

## 出演者

### 司会
- 安住紳一郎（TBSアナウンサー）

### 番組マスコット
- ぴったんこガエル（カエル様）
二足歩行のカエルの着ぐるみで、スーツアクターは阿部龍二郎（後TBSスパークル社長、現TBSテレビ取締役）。着ぐるみキャラクターとしては珍しく、生（非アテレコ）で言葉をしゃべる。

### 主なパネラー
ぴったんこチーム（男性チーム）
- 石塚英彦（ホンジャマカ）
食べ歩き企画「石塚グルメ」のVTRのみに出演する場合もある。2010年2月26日放送分では、相方の恵俊彰と共演。
- 薬丸裕英
- 高田純次
- 石原良純
高田と石原はロケ企画「チョイ悪親父、ぶらり旅」のVTRのみに出演する場合もある。
- 八嶋智人（2019年10月11日 - 2021年9月24日）
以前からロケ企画「ぴったんこヤセ部」のコーナーMCとして、渡辺えりと共に出演している。
- 藤井隆（2020年1月 - 2021年9月24日）

キャプテンはカン・カンチームとは異なり固定されていない。
カン・カンチーム（女性チーム）
- 久本雅美（レギュラー出演者、固定キャプテン）
2012年1月20日・2月3日、2013年4月12日放送分は久本が欠席したため、1月20日は久本朋子（雅美の妹）が、2月3日は安めぐみが、4月12日はRIKACOが、同月19日は磯野貴理子がそれぞれキャプテン代行をした。
番組ホームページでは安住も合わせて司会扱いになっている。
- 川田裕美
- 福地桃子（2019年10月11日 - 2021年9月24日）
- 江口のりこ（2019年10月18日 - 2021年9月24日）

久本以外は不定期で出演する。上記以外にもゲスト出演する場合がある。

### VTR出演
スタジオに出演しない（香川を除く）が、不定期に放送されるロケ企画VTRのみに出演する主な出演者は以下の人物。
- 泉ピン子
  - 最終回時点で、ゲストの中では出演回数最多の63回出演[13]。ロケVTRでは「泉ピン子」としてではなく、様々なキャラクター[注 9]に扮装して、その名前を名乗って登場する。安住の制止を振り切って暴走的な行動を取る演出がお約束になっている。
- 冨士眞奈美
- 吉行和子
  - 冨士、吉行は「俳句の旅」のロケVTRに出演。
- 大竹しのぶ
- 渡辺えり
- キムラ緑子
  - 大竹、渡辺、キムラは、「三婆の旅」のロケVTRに出演。
- 米倉涼子
  - 海外ロケも何度かあった。
- 吉田羊
  - 米倉、吉田は、それぞれゲスト出演のロケVTR後に「酒場放浪記」のコーナーVTRに出演。
- 大泉洋（TEAM NACS）
  - 最終回時点で、男性ゲストの中では出演回数2位[10]。2019年9月時点では、男性ゲストの過去最多出演だった。また、安住とは予備校での同級生だった[14]。所属するTEAM NACSとしても出演。
- 香川照之
  - 最終回時点で、男性ゲストの中では出演回数最多[10]。大泉と最多出演を争った。パネラーとして出演したことがある。吉田羊が「酒場放浪記」のコーナーに出演している場合は、吉田蹄として出演する。
- 勝村政信
  - 高田純次と共に「港区赤坂おじさん」に出演。
- 野村彩也子（TBSアナウンサー）
  - 2020年11月13日放送回より不定期出演。
- 宇賀神メグ（TBSアナウンサー）
  - 2020年11月20日放送回より、野村とともに安住のアシスタント、または代役的役割で不定期出演。
- ゲッターズ飯田
  - 2021年2月5日放送回より、冠コーナー「ゲッターズ占い酒場」に不定期出演[15]。

### 過去出演者
パネラー
- 藤村俊二
  - 『ぴったし』のレギュラーでもあった。
- 大竹まこと
  - 2009年4月に金曜20時台の前番組『ドリーム・プレス社』からの続投で数年間出演していたが、2018年からは、NHK『チコちゃんに叱られる』（本番組の裏番組）に準レギュラーゲストとして出演中。
- 玉袋筋太郎（浅草キッド）「玉ちゃん」名義で出演。
- 杉田かおる
- 林家三平
  - 2014年頃まで妻である国分佐智子とペアで出演。
- 山瀬まみ
- 高田純次
- 安めぐみ
- 国分佐智子
- 松嶋尚美
元相方の中島知子（オセロ）は、ゲストとしてVTRに出演したことがある。

ほか
薬丸ファミリー
- ギャル曽根（娘役）
- 細山貴嶺（息子役）
- ※薬丸は父役、杉田は母役。

## ネット局
| 放送対象地域   | 放送局                   | 系列    | 放送日時                 | ネット状況 |
| -------------- | ------------------------ | ------- | ------------------------ | ---------- |
| 関東広域圏     | TBSテレビ (TBS)          | TBS系列 | 金曜 20時00分 - 20時54分 | 制作局     |
| 北海道         | 北海道放送 (HBC)         | TBS系列 | 金曜 20時00分 - 20時54分 | 同時ネット |
| 青森県         | 青森テレビ (ATV)         | TBS系列 | 金曜 20時00分 - 20時54分 | 同時ネット |
| 岩手県         | IBC岩手放送 (IBC)        | TBS系列 | 金曜 20時00分 - 20時54分 | 同時ネット |
| 宮城県         | 東北放送 (tbc)           | TBS系列 | 金曜 20時00分 - 20時54分 | 同時ネット |
| 山形県         | テレビユー山形 (TUY)     | TBS系列 | 金曜 20時00分 - 20時54分 | 同時ネット |
| 福島県         | テレビユー福島 (TUF)     | TBS系列 | 金曜 20時00分 - 20時54分 | 同時ネット |
| 山梨県         | テレビ山梨 (UTY)         | TBS系列 | 金曜 20時00分 - 20時54分 | 同時ネット |
| 新潟県         | 新潟放送 (BSN)           | TBS系列 | 金曜 20時00分 - 20時54分 | 同時ネット |
| 長野県         | 信越放送 (SBC)           | TBS系列 | 金曜 20時00分 - 20時54分 | 同時ネット |
| 静岡県         | 静岡放送 (SBS)           | TBS系列 | 金曜 20時00分 - 20時54分 | 同時ネット |
| 富山県         | チューリップテレビ (TUT) | TBS系列 | 金曜 20時00分 - 20時54分 | 同時ネット |
| 石川県         | 北陸放送 (MRO)           | TBS系列 | 金曜 20時00分 - 20時54分 | 同時ネット |
| 中京広域圏     | CBCテレビ (CBC)          | TBS系列 | 金曜 20時00分 - 20時54分 | 同時ネット |
| 近畿広域圏     | 毎日放送 (MBS)           | TBS系列 | 金曜 20時00分 - 20時54分 | 同時ネット |
| 鳥取県・島根県 | 山陰放送 (BSS)           | TBS系列 | 金曜 20時00分 - 20時54分 | 同時ネット |
| 岡山県・香川県 | RSK山陽放送 (RSK)        | TBS系列 | 金曜 20時00分 - 20時54分 | 同時ネット |
| 広島県         | 中国放送 (RCC)           | TBS系列 | 金曜 20時00分 - 20時54分 | 同時ネット |
| 山口県         | テレビ山口 (tys)         | TBS系列 | 金曜 20時00分 - 20時54分 | 同時ネット |
| 愛媛県         | あいテレビ (itv)         | TBS系列 | 金曜 20時00分 - 20時54分 | 同時ネット |
| 高知県         | テレビ高知 (KUTV)        | TBS系列 | 金曜 20時00分 - 20時54分 | 同時ネット |
| 福岡県         | RKB毎日放送 (RKB)        | TBS系列 | 金曜 20時00分 - 20時54分 | 同時ネット |
| 長崎県         | 長崎放送 (NBC)           | TBS系列 | 金曜 20時00分 - 20時54分 | 同時ネット |
| 熊本県         | 熊本放送 (RKK)           | TBS系列 | 金曜 20時00分 - 20時54分 | 同時ネット |
| 大分県         | 大分放送 (OBS)           | TBS系列 | 金曜 20時00分 - 20時54分 | 同時ネット |
| 宮崎県         | 宮崎放送 (MRT)           | TBS系列 | 金曜 20時00分 - 20時54分 | 同時ネット |
| 鹿児島県       | 南日本放送 (MBC)         | TBS系列 | 金曜 20時00分 - 20時54分 | 同時ネット |
| 沖縄県         | 琉球放送 (RBC)           | TBS系列 | 金曜 20時00分 - 20時54分 | 同時ネット |

ネット配信
| 配信サイト | 更新時間        | 備考                 |
| ---------- | --------------- | -------------------- |
| TVer       | 金曜 20:54 更新 | 最新話限定で無料配信 |
| GYAO!      | 月曜 18:00 更新 | 最新話限定で無料配信 |

## スタッフ（最終回時点）
- ナレーター：古賀慶太[注 13]
- オープニングテーマ：服部隆之
- 構成：都築浩、樋口卓治、若尾守重、佐藤雄介、小林正和、デーブ八坂、佐藤大地、本松エリ、村城大輔
- 原案：秋房子
- タイトル：薮内省吾
- CG：大宮司徳盛【毎週】、小室泰樹【週替り】
- TM：山下直（一時離脱→復帰）
- TD：早川征典
- VE：湊里実
- CAM：平井洋子、中里子（TDの回あり）、橋場照幸【週替り】
- 照明：紺野淳一、永田泰二【週替り】
- 音声：中村心（以前はPA）
- PA：桑原知之
- TK：常藤直子
- 音響効果：加藤博紀、久本幸奈
- 編集：田山智博
- MA：湯浅絵理奈
- 美術プロデューサー：山口智広
- 美術デザイナー：鈴木直人（以前は美術制作）
- 美術制作：町山充洋
- 装置：佐藤恵美、西原武志
- 装飾：野呂利勝
- 植木装飾：菊地起矢
- 電飾：石井誠吾
- メカシステム：庄子泰広
- 特殊道具：島田憲一
- 図案：伊佐佳世子
- 衣裳：渥美智恵
- 持道具：岩本美徳
- メイク：アートメイク・トキ
- デスク：高橋美樹
- 技術協力：TBS ACT（旧 東通）【毎週】、SWISH JAPAN、J-crew【週替り】
- 制作協力：ファルコン、ボトム、山口社、テレバイダー、クラリシオン
- 編成：青木伸介、東仲恵吾
- AP：上田彩、清水なつみ【毎週】、安孫子礼菜【週替り】
- ディレクター：田村暢大、清水裕香、赤阪千明、黒田賢史、三宅佑治、飯干友樹、山口博、中山拓也、佐藤秀樹、近藤智彦、横山健一、石川峻一
- 演出：伊藤嘉彦、伊藤高史、坂本圭亮、石野将、小谷昌輝、むたゆうじ（むた→以前はディレクター）
- 総合演出：平野彰子（以前はチーフディレクター）
- 担当プロデューサー：髙宮望（2019年10月11日-、以前はディレクター）、壁谷政彦、西沢雅文（共に以前はプロデューサー）、原田康弘（以前はAP）【毎週】、原田廣一【週替り】
- チーフプロデューサー：谷澤美和（以前はディレクター→プロデューサー）
- 制作：TBSテレビコンテンツ制作局バラエティ制作一部（旧制作局制作1部）
- 製作著作：TBS

### 過去のスタッフ
- ナレーション：滝口順平（ - 2011年9月9日（逝去の為降板））
- 構成：川上共子、野村正浩、塚田ゆみ、播田ナオミ、矢島悦子、谷岡千江里
- TM：中澤健、長谷川晃司、森哲郎（森→2019年10月11日-）
- TD：阿部智昭、筒浦文男、小笠原朋樹（小笠原→以前はCAM）
- VE：石田伸夫
- CAM：朝比奈圭吾
- 音声：倉上宏之、西森公二、小高康太郎
- PA：杉山雄飛、小沢成人、道見雄一、飯田庸安芸
- 編集：浦辺啓、宮原明男、水澤望、小川義也
- MA：池亀淳一、青木有希
- TK：江藤香織、城真弓
- 音響効果：早船麻季、江端柚月、井田栄司、黒田亜紀子
- ENG：齋藤和彦、中島純、太田拓男
- 美術プロデューサー：小畑光良、飯田稔、中江大志
- 美術デザイナー：藤井豊、坂根洋子
- 美術制作：伊藤隆
- 装飾：増田豊
- 電飾：西山邦章、有吉裕二、畑清志
- メカシステム：大谷圭一
- 特殊道具：白鳥保夫
- 衣裳：横尾毅
- 持道具：貞中照美
- 植木装飾：吉野敏晴
- 編成：藤原麻知、高橋務、御法川隼斗、高橋智大、渡瀬暁彦
- ディレクター：朝岡慶太郎、古谷英一、米田潤、重藤尚志、菊島由佳子、黒津健太郎、細谷知世、諏訪拓朗、岡安清志、前川侑也、
- チーフディレクター：瀬川郷守
- マネージメントプロデューサー：小谷和彦、吉橋隆雄（吉橋→2018年7月20日 - 2019年3月22日）、樋江井彰敏（樋江井→2019年4月12日-2020年9月）
- EP：大木真太郎（2018年7月20日-2020年9月、以前はディレクター→演出・プロデューサー→2018年7月6日まではEMP）
- チーフプロデューサー：阿部龍二郎
- 制作：TBSエンタテインメント、TBSテレビ